# Jon Lajoie

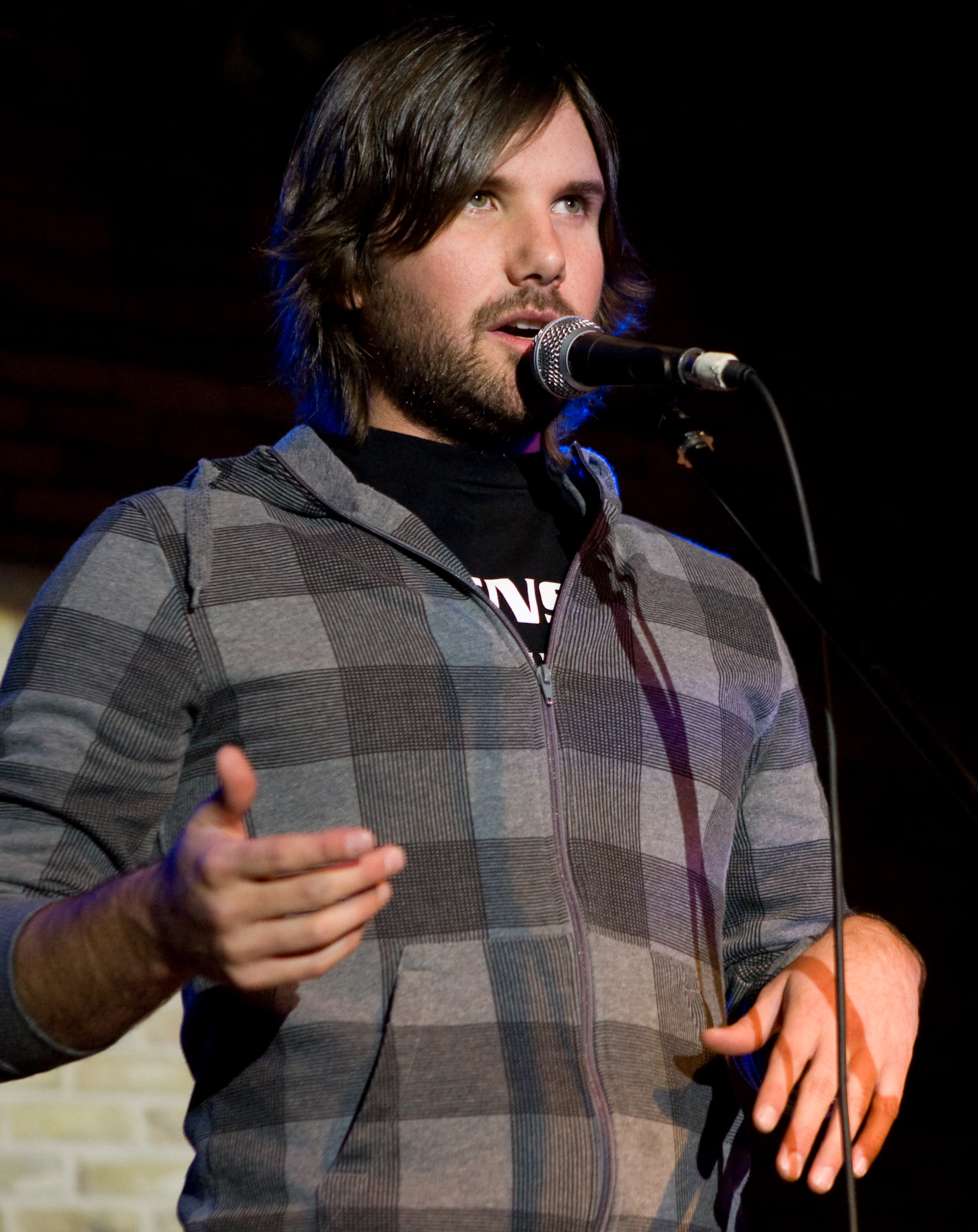
Jon Lajoie, 2008

Jonathan „Jon“ Lajoie [laˈʒwa] (* 21. August 1980 in Montreal) ist ein kanadischer Komiker, Musiker, Rapper und Schauspieler, der durch seine Videoclips und Sketche auf Internetportalen wie YouTube bekannt wurde. Viele seiner Videos wurden mehrere Millionen Mal aufgerufen. Von 2009 bis 2015 war er auch in der Sitcom The League zu sehen.

## Leben
Geboren wurde Lajoie in Saint-Hubert, Quebec. Seinen Abschluss machte er 2001 im Theaterprogramm am Dawson College. Seit 2002 spielt er einen anglophonen Musiker namens Thomas Edison in Radio-Canadas frankophoner Seifenoper L'auberge du chien noir. Er wird durch viele Comedy-Gruppen und Persönlichkeiten beeinflusst: Monty Python, Christopher Guest, Ricky Gervais, Will Ferrell, Eddie Izzard, Mitch Hedberg, Flight of the Conchords, Kids in the Hall, Arrested Development und Peter Sellers.
Am 30. Januar 2009 erschien sein erstes Album unter dem Titel You Want Some of This? (Normal Guy Productions) welches vorerst nur online oder auf Konzerten erhältlich ist. Es enthält alle Songs aus seinen YouTube-Sketches und Zusatztitel. Inoffizielle Ausschnitte seiner Tour, die eine Mischung aus Stand-up-Comedy und musikalischen Live-Einlagen seiner beliebtesten YouTube-Videos ist, gibt es ebenso bei YouTube zu sehen.
Von 2009 bis 2015 war Lajoie in der US-amerikanischen Sitcom The League zu sehen. Des Weiteren hatte er mehrere Auftritte beim kanadischen Fernsehsender Comedy Central. 2012 hatte er in Quentin Dupieux' Kurzfilm Wrong Cops Chapter 1 einen Cameoauftritt, 2013 war er in Dupieux' surrealer Komödie Wrong Cops zu sehen.

### Musikvideos und Sketche
Die Videos von Jon Lajoie sind zu einem großen Teil Musikvideos, die jeweils einem bestimmten Genre zuzuordnen sind. Meist ist dies Hip-Hop und Rap, teilweise aber auch Popmusik, Electro oder Mainstreammusik. Die Lieder lassen sich qualitativ jeweils recht gut mit verwandter Musik vergleichen, sind inhaltlich jedoch voll und ganz darauf angelegt, das entsprechende Genre zu parodieren oder besonders klischeehaft darzustellen. In Everyday Normal Guy beispielsweise erzählt der Komiker im Stil des Gangsta-Raps von seinem angeblich durchschnittlichen Leben und bringt diverse Beispiele von Banalitäten, was vollkommen im Gegensatz zu den üblichen Inhalten des Musikstils steht, der sich für gewöhnlich durch Selbstverherrlichung und Beschreibung krimineller Handlungen auszeichnet.
In dem Video WTF Collective spielt Lajoie mit unterschiedlichen Stimmlagen und Verkleidungen eine ganze Rap-Crew mit humoristisch angelegten, extravaganten Charakteren wie MC Confusing, der nur zusammenhangslose Sätze reimt, MC Fatigue, der während des Textes einschläft oder auch MC Gets side-tracked easily der ständig von seinem ursprünglichen Thema abkommt. Im Zentrum der Gruppe steht der Chorus Guy, der jeweils unfreiwillig aber durch seine ständige Arbeitslosigkeit und finanzielle Not gezwungen den melodiösen Refrain singt und sich schließlich selbst umbringt, da er keine bessere Arbeit findet. In der Fortsetzung des Videos spielt Lajoie zusätzliche Charaktere wie einen Rapper, der nicht fähig ist Wörter im Plural auszusprechen oder einen klischeehaften Kanadier.
Lajoies bekannteste Figur ist MC Vagina, ein talentloser Rapper mit offensichtlich chauvinistischem und machistischem Gedankengut. Seine Lieder mit Namen wie Show me your Genitals oder Very Super Famous beschreiben stets in absolut übertriebener Form die Männlichkeit und Bekanntheit MC Vaginas und enthalten sexistische Bemerkungen.
Mit dem Video Mainstream Media Commercial übt Lajoie Gesellschaftskritik, indem er mit einem gestellten satirischen Werbespot die seiner Meinung nach verdummende Wirkung der Massenmedien zum Thema macht. Die zentrale Aussage des Videos ist, dass die Massenmedien von echten, wichtigen Problemen ablenken, indem sie den Bürger mit boulevardblattartigen Belanglosigkeiten eindecken.
Im Video Life Lessons with Jon Lajoie gibt Lajoie „Lebensweisheiten“ von sich, er sagt am Ende: It's not about what your country can do for you, it's about what your country can steal from other countries. In Radio Friendly Song echauffiert er sich über die Einfallslosigkeit der Radiosender, die seiner Ansicht nach immerzu die gleiche Musik spielen und kritisiert diesen Konformismus, dem sich die Produzenten unterwerfen.
Im Juni 2009, unmittelbar nach dem Tod des berühmten Popsängers Michael Jackson, erschien der neue Song Michael Jackson is dead. Mit diesem kritisiert Lajoie die Heuchelei der Medien, die Jahre zuvor Michael Jackson als Pädokriminellen angeprangert hätten und nun plötzlich eine große Trauer um den Tod der Popikone inszenierten.
In WTF Collective 2 spielt er einen homosexuellen sowie einen homophoben Charakter, mit denen er die Westboro Baptist Church kritisiert. Des Weiteren inszeniert er die Figuren MC Extremely Politically Correct sowie MC Canadian Stereotype, mit denen er die Vorzüge des politischen Systems in Kanada aufzeigt (u. a. kostenlose medizinische Behandlung).

## Diskografie
Alben
- 2009: You Want Some of This?
- 2009: I Kill People

Singles
- 2011: Very Super Famous
- 2011: The Best Song
- 2011: F**k Everything
- 2011: WTF Collective 3
- 2012: Drinking Beer and Smoking Cigarettes
- 2012: Broken-Hearted
- 2012: The Best Christmas Song
- 2013: Started as a Baby
- 2013. Merry Christmas Exclamation Point
- 2014: Please Use This Song
- 2021: One Thing

## Filmografie
| - 2009–2015: The League - 2013: Wrong Cops - 2014: Let’s be Cops – Die Party Bullen (Let’s be Cops) |

## Videos
| - A Holiday Greeting from Jon Lajoie - A Message From The Road - Alone in the Universe - „Being Gay“ Commercial - Bootlegs & B-Sides - Blackbird (recently discovered demo recording) - Breathing Commercial - Brent Horst: Politician - Broken-Hearted - Canadian Tour Announcement - Canadiens vs Flyers - Chatroulette Song - Cold Blooded Christmas - Dating Service Commercial - Dating Tape - Different Kinds Of Trees - Drug Commercial - Everyday Normal Crew - Everyday Normal Guy - Everyday Normal Guy 2 - Friends With God - F**k Everything - Hands Commercial - High As Fuck - I Can Dance | - I Don't Understand - I Kill People - In Different Ways - Jon Lajoie on Marriage Equality - Life Lessons with Jon Lajoie - Mainstream Media Commercial - Mel Gibson's Love Song - Michael Jackson is Dead - Monsanto Commercial - Mysteries Of The Universe - Not Giving A F#%k - Osama is dead - Pedophile Beards - Pierre Trudeau… - Pointless Profanity - Pointless Profanity Ep. 2 - Pop Song - Potty Training Song - Punched In - Punched In: Ep 2 - Radio Friendly Song - Rapist Glasses - Saturday Night Webcam Party - Sexpenze Commercial - Show Me Your Genitals - Show Me Your Genitals 2: E=MC Vagina | - Song For Britney - Song For Students - Stay At Home Dad - Sunday Afternoon - The Bastard Break Up Again - The Bastard Break Up - The Best Christmas Song - The Best Song - The Fellatio Truth Movement - The News With Shakespeare - The Phonecall - The Prank War - Too Fast - Very Super Famous - VORCLAW - Watercooler Conversations #1 - Watercooler Conversations #2 - Why Did You Leave Me? - WTF Collective - WTF Collective 2 - WTF Collective 3 - You are not alone - 2 Girls 1 Cup Song - 3 Penis Wine Infomercial - One Thing |

## Videorankings
Seine Videos wurden mehrmals auf Videoportalen mit Titeln ausgezeichnet:

### YouTube (Auswahl)
- 1 – Meist abonniert (insgesamt) – Kanada
- 1 – Meist abonniert (insgesamt) – Comedians – Kanada
- 1 – Meist abonniert (insgesamt) – Partner – Kanada
- 38 – Meist abonniert (insgesamt) – Global
- 13 – Meist abonniert (insgesamt) – Comedians – Global
- 35 – Meist abonniert (insgesamt) – Partner – Global
- 1 – Meistgesehen (insgesamt) – Kanada
- 1 – Meistgesehen (insgesamt) – Comedians – Kanada
- 1 – Meistgesehen (insgesamt) – Partner – Kanada
- 78 – Meistgesehen (insgesamt) – Global
- 9 – Meistgesehen (insgesamt) – Comedians – Global
- 74 – Meistgesehen (insgesamt) – Partner – Global

### Funny or Die
- Platz 11: Most Viewed
- Platz 5: Most Favorited
- Platz 6: Most Fans
- Platz 42: Most Commented